# CHEOPS

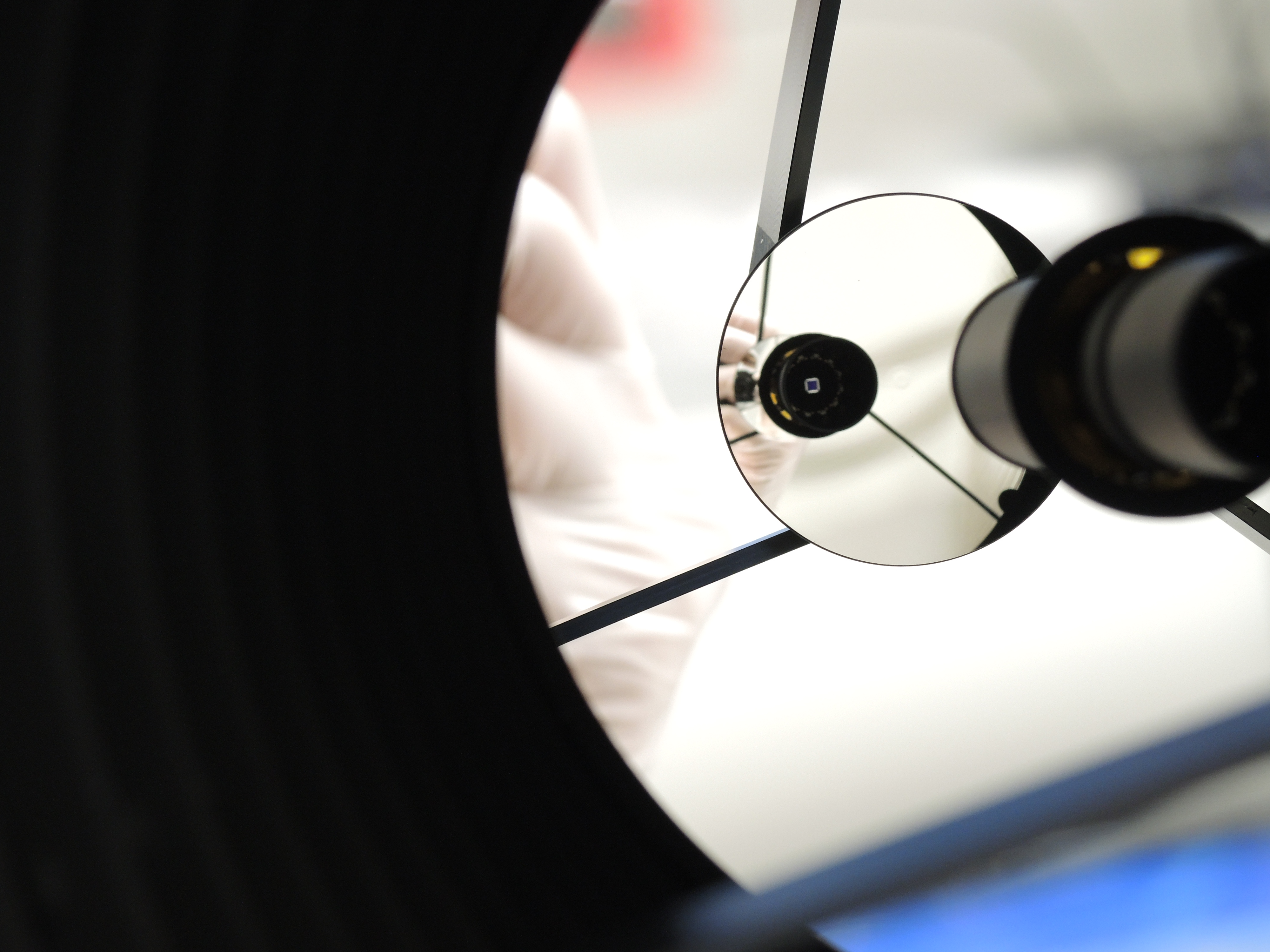
CHEOPS의 거울

CHEOPS(Characterising ExOPlanets Satellite)는 유럽의 우주망원경이다. 목적은 알려진 외계 행성의 크기를 결정하여 질량, 밀도, 구성 및 형성을 추정하는 것이다. 2019년 12월 18일에 발사된 이 임무는 ESA의 코스믹 비전 과학 프로그램 중 최초의 소규모 임무이다.
소형 위성은 표준 소형 위성 플랫폼에 장착된 조리개 30cm의 광학 리치-크레티앙 망원경을 갖추고 있다. 이 망원경은 약 700km 고도의 태양 동기 궤도에 배치되었다.

## 과학 개요
2010년대 말까지 수천 개의 외계 행성이 발견되었다. 일부는 도플러 분광법을 통해 최소 질량 측정값을 갖고 있는 반면, 부모 별을 통과하는 것으로 보이는 다른 것들은 물리적 크기를 측정한 값을 가지고 있다. 현재까지 질량과 반경 모두에 대해 매우 정확한 측정값을 갖춘 외계 행성은 거의 없기 때문에 어떤 물질로 구성되어 있는지와 형성 이력에 대한 단서를 제공할 수 있는 다양한 부피 밀도를 연구하는 능력이 제한되어 있다.
3.5년의 계획된 임무 기간 동안 CHEOPS는 밝고 가까운 별을 공전하는 것으로 알려진 통과 외계 행성의 크기를 측정하고 이전에 방사형 속도를 통해 발견된 외계 행성의 예상 통과를 검색하는 것이다. 이 프로젝트의 과학자들은 잘 특성화된 이러한 통과 외계 행성이 제임스 웹 우주망원경 또는 초대형 망원경과 같은 미래 관측소의 주요 목표가 될 것으로 기대한다.
2023년에는 임무가 2026년까지 연장됐다. 연장된 임무 동안 체옵스는 외계행성 탐색도 할 것으로 예상된다.

## 같이 보기
- COROT
- 케플러 우주망원경
- PLATO
- TESS